# Rogoza
Rogoza je naselje v Občini Hoče - Slivnica.